# 溥琳
奉恩輔國公溥琳（1882年8月5日—1937年3月15日），奉恩輔國公載帛第一子，母妻拜禹特氏，其父為舒明，寧郡王系第八代。
他在光緒八年六月（1882年）出生，民國三年五月（1866年）接替父親成為寧郡王第八代，但因為寧郡王並非世襲罔替的爵位，因此他的封爵只是奉恩輔國公。
康德四年二月（1937年）他去世，虛齡五十六岁。